# Justas Vincas Paleckis
Justas Vincas Paleckis (ur. 1 stycznia 1942 w Kujbyszewie) – litewski dziennikarz, wykładowca uniwersytecki, polityk i dyplomata, poseł do Parlamentu Europejskiego VI i VII kadencji. Syn Justasa Paleckisa, ojciec Algirdasa Paleckisa.

## Życiorys
W młodości wyczynowo uprawiał piłkę wodną, był wielokrotnym mistrzem i reprezentantem Litewskiej SRR. Ukończył wileńskie liceum im. Salomei Nėris. W latach 1959–1964 studiował dziennikarstwo na Uniwersytecie Wileńskim, naukę kontynuował w wyższej szkole dyplomatycznej Ministerstwa Spraw Zagranicznych ZSRR w Moskwie (1966–1969).
W 1960 i w latach 1963–1966 pracował jako korespondent, a następnie kierownik działu w dzienniku „Komjaunimo tiesa”. W 1969 rozpoczął karierę w radzieckiej dyplomacji. Był kolejno: trzecim sekretarzem w ambasadzie ZSRR w Szwajcarii, drugim sekretarzem w centrali MSZ, drugim i pierwszym sekretarzem, a następnie radcą w ambasadzie w NRD oraz zastępcą szefa biura prasowego MSZ.
Od 1983 pracował w aparacie Komitetu Centralnego Komunistycznej Partii Litwy. Był zastępcą kierownika wydziału spraw zagranicznych, a następnie kierownikiem wydziału kultury i kierownikiem wydziału ideologicznego. W 1989 objął stanowisko sekretarza KC KPL, która w tym samym roku ogłosiła niezależność od KPZR.
W marcu 1990 został wybrany do Rady Najwyższej Litewskiej SRR. Poparł uchwalony 11 marca 1990 Akt Przywrócenia Państwa Litewskiego. W Radzie Najwyższej przekształconej w Sejm niepodległej Litwy pełnił funkcję wiceprzewodniczącego komisji spraw zagranicznych.
W latach 1990–1993 wykładał w instytucie dziennikarstwa Uniwersytetu Wileńskiego, a przez kolejne dwa lata w Instytucie Stosunków Międzynarodowych i Nauk Politycznych. Po zwycięstwie wyborczym Algirdasa Brazauskasa w wyborach prezydenckich w 1993 został jego doradcą do spraw polityki zagranicznej. W 1996 mianowano go ambasadorem w Wielkiej Brytanii (na okres do 2001), w latach 1997–1999 sprawował urząd ambasadora także w Portugalii, a od 1997 do 2001 również w Irlandii.
W 1991 został członkiem Litewskiej Partii Socjaldemokratycznej. W 2009 objął funkcję zastępcy przewodniczącego tego ugrupowania.
Od 2002 do 2004 był wiceministrem spraw zagranicznych w rządzie Algirdasa Brazauskasa. W czerwcu 2004 został wybrany na posła do Parlamentu Europejskiego z listy socjaldemokratów. Zasiadał we frakcji Partii Europejskich Socjalistów, w której przewodniczył delegacji litewskiej. Pełnił funkcję wiceprzewodniczącego Podkomisji Bezpieczeństwa i Obrony, zasiadał w Komisji Spraw Zagranicznych, brał udział w Delegacji do Komisji Współpracy Parlamentarnej UE–Rosja oraz Delegacji do Spraw Stosunków z Białorusią. W 2009 uzyskał reelekcję.

## Wybrane publikacje
- Šveicarų piramidės, 1974.
- Šveicarų piramidžių papėdėje, 1985.
- Lietuva Pasaulio galingųjų akiratyje 1988–1991. Nepriklausomybės atkūrimo užkulisiai žymiausių politikų memuaruose, 2005.
- Gyvenimas trikampyje: Vilinius-Briuselis-Strasbūras. Europarlamentaro Justo Vinco Paleckio užrašai, 2007.

## Odznaczenia
- 1994: Krzyż Kawalerski Orderu Gwiazdy Polarnej (Szwecja)
- 2000: Medal Niepodległości Litwy
- 2003: Krzyż Komandorski Orderu „Za Zasługi dla Litwy”